# Operação Camargue
A Operação Camargue foi uma das maiores operações efectuadas pelo Corpo Expedicionário Francês no Extremo Oriente e Exército Nacional Vietnamita na Primeira Guerra da Indochina. Decorreu entre 28 de Julho e 10 de Agosto de 1953. Tanques, pára-quedistas e tropas terrestres franceses desembarcaram na costa central de Anam, actual Vietname, para tentar destruir as forças comunistas do Viet Minh da importante via Rota Um.
O primeiro desembarque teve lugar ao amanhecer do dia 28 de Julho e o seu primeiro objectivo, chegar a um canal interior, foi bem sucedido, sem qualquer incidente relevante. A segunda fase, uma fase de "limpeza", começou num "labirinto de pequenas aldeias" onde as forças blindadas francesas sofreram várias emboscadas. Reforçados por pára-quedistas, os franceses e os seus aliados vietnamitas cercaram o Viet Minh, mas os atrasos na mobilização das forças francesas criaram espaços através dos quais a maior parte da guerrilha Viet Minh, e do armamento que era suposto capturar, escaparam. Para os franceses, esta foi uma prova de que era impossível realizar operações desta natureza na selva vietnamita devido ao movimento lento das tropas, e ao conhecimento prévio do inimigo, que era difícil de evitar. Daqui para a frente, os franceses concentraram-se na construção de fortes posições fortificadas, contra as quais o general Viet Minh Vo Nguyen Giap podia atacar, acabando por dar origem à Operação Castor e à batalha de Dien Bien Phu.
Com a retirada das forças francesas da operação no final do Verão de 1953, o Regimento 95 do Viet Minh tornou a infiltrar-se na Rota Um, continuando a realizar emboscadas aos comboios franceses, recolhendo armamento que tinha passado despercebido às forças francesas. O Regimento 95 ocupou a zona até ao fim da Primeira Guerra da Indochina, e ainda ali operava no final de 1962 contra o Exército do Vietname do Sul durante a Segunda Guerra da Indochina ou Guerra do Vietname.